# Johann Robert Schürch

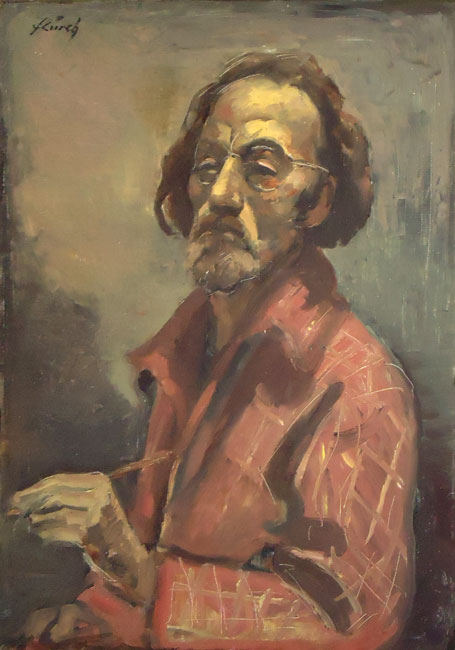
Johann Robert Schürch Selbstportrait

Johannes (Johann) Robert Schürch (* 18. November 1895 in Aarau; † 14. Mai 1941 in Ascona) war ein Schweizer Zeichner, und Graphiker. Er gilt als „einer der wichtigsten Vertreter der frühen Moderne in der Schweiz“. Bilder stehen dem Spätexpressionismus nahe.

## Kindheit und Ausbildung
Robert Schürch (den zweiten Vornamen gab er sich später selber) wurde 1895 in Aarau geboren; sein Vater betrieb eine Druckerei, seine Mutter war Lehrerin. 1907 starben sowohl sein Vater als auch seine beiden Schwestern an Tuberkulose. Schürch lebte ab dann bei seiner Mutter in Aarau, Zürich, und erhielt dort eine Ausbildung zum Werbemaler. 1916 zogen beide auf den Rat Ferdinand Hodlers hin nach Genf. Schürch besuchte die Ecole des Beaux-Arts und wurde Ateliergehilfe Ferdinand Hodlers. 1918 starb Hodler, und Schürch malte ihn auf dem Totenbett. 1921 arbeitete er in dem Dorf Choëx, im Wallis, und von 1921 bis 1922  in Florenz, kopierte Werke in den Uffizien.

## Karriere
Von 1922 bis 1932 lebte und arbeitete Schürch als Zeichner und Maler bei seiner Mutter in einem zum Atelier umfunktionierten Waldhaus in Monti ob Locarno.
Diese rund zehn Jahre waren, trotz materieller Armut und wenig äußerem Erfolg als Künstler, die entscheidendsten für sein Lebenswerk. In dieser Zeit fand und entwickelte Schürch seinen persönlichen künstlerischen Ausdruck, seine eigene Bildsprache.
In diesen 1920er bis 1930er Jahren entstanden die kleinformatigen "Spontanzeichnungen" in Tusche und Aquarell.
Zwischen 1932 und 1934 lebte er in Brione sopra Minusio, ab 1934 in Ascona. Nach Freundschaften mit verschiedenen Frauen lernte er 1935 die zwanzig Jahre jüngere Erica Leutwyler kennen, die seine Partnerin wurde. Er hatte Kontakt zu den Künstlern des Monte Verità. Ab 1937 lebte er mit seiner Lebensgefährtin Erica Leutwyler in Ascona.
1939 starb Schürchs Mutter in Monti; er wurde zum Grenzdienst eingezogen.

## Persönliches und Tod
1940 erkrankte Schürch an offener Tuberkulose. Am 14. Mai 1941 starb er 45-jährig in Ascona.

## Werk

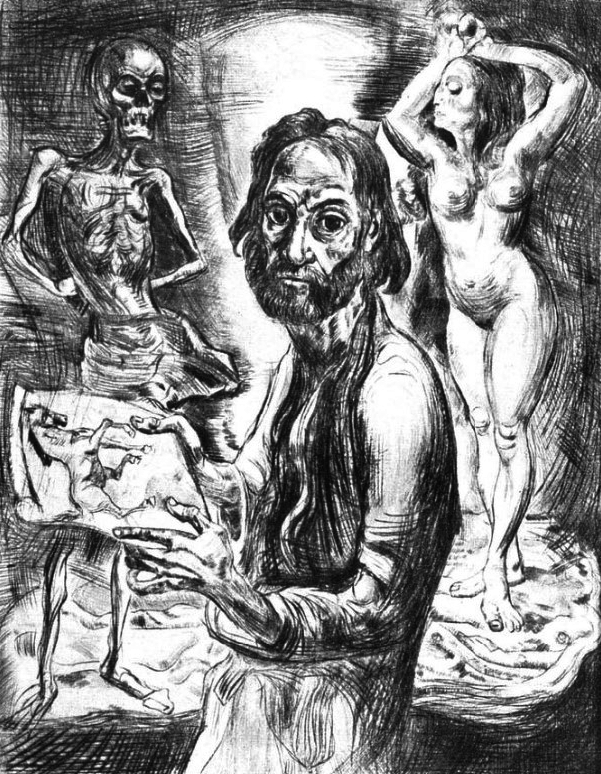
Grosses Selbstbildnis, 1930

Sein Lebenswerk besteht aus über 7000 Zeichnungen und wenigen Ölbildern.
Der gestalterische Einfluss seines Meisters Ferdinand Hodler ist in den frühen Werken zu finden, kaum aber in seiner Motivwahl: In Genf, Florenz und Mailand verarbeitete er vornehmlich beobachtete und erdachte Szenen aus den Lebensbereichen der einfachen, oft auch gesellschaftlich randständigen Menschen, die ihm zu existentiellen Situationen, zu primären Wahrnehmungen, Trieben, Gefühlen und auch Traditionen, ein von den Zivilisationsnormen unverstelltes Verhältnis zu haben schienen. Dabei steht bei ihm nicht unbedingt der gesellschaftskritische Ansatz im Vordergrund, eher ein selbstverständliches, im besten Sinn solidarisches Verhältnis zu allem Ursprünglicheren. Die künstlerische Verarbeitung galt dann der Vermittlung, der Differenzierung, der Vertiefung und Verfeinerung dieser Aussage. Er selber notierte: "…Auch zieht mich das Groteske und Satirische kolossal an, es ist eine Macht, eine Kraft, die ich weniger erklären kann; ich glaube es ist eine Formenfülle, alles aufeinander zu türmen, was irgendwie möglich ist …Das ästhetisch Schöne ist ein von uns gemachter Begriff, der mit der Schönheit nichts zu tun hat … Man muss sprechen durch die Farbe und Form, aber die Form darf keine leere Form sein…" (in einem Brief an seinen Mäzen Sponagel).
In den rein landschaftlichen Motiven bezieht sich Schürch sichtlich unmittelbarer auf die gewachsene Natur; im Naturhaften hoffte er seine Sehnsucht nach einer Einheit aller Existenz stillen zu können. Aber auch in der Landschaft werden Beobachtungen nur selten naturalistisch abgezeichnet, sondern meist als Bildelemente in erfundenen dynamischen, grosszügigen, dabei aber klar strukturierten Kompositionen gefasst.
In den spontanen Notationen seiner inneren Bilder überzeugt das virtuose Variieren von zugreifender Motivumgrenzung einerseits und in anderen Bildzonen die höchst sensible, andeutend umschreibende und nur sanft modellierende Strichführung andererseits. Das Erscheinungshafte der Bildthemen wird durch ins Unbegrenzte führende Linien und Räume angedeutet, die Überlagerung der Motive aus verschiedenen Wahrnehmungswelten – Beobachtung, Erinnerung, Vorstellung und Traum – gehen ineinander über.
Auch die Lavierung vieler Zeichnungen, in grauen oder zurückhaltend expressionistisch getönten Farben, verstärken den Eindruck des Visionären; sie ordnen sich unter und akzentuieren gleichzeitig.
Den Nachlass von Schürch verwaltet die Erica Ebinger-Leutwyler Stiftung, die sich als Kompetenzzentrum für den Künstler versteht.

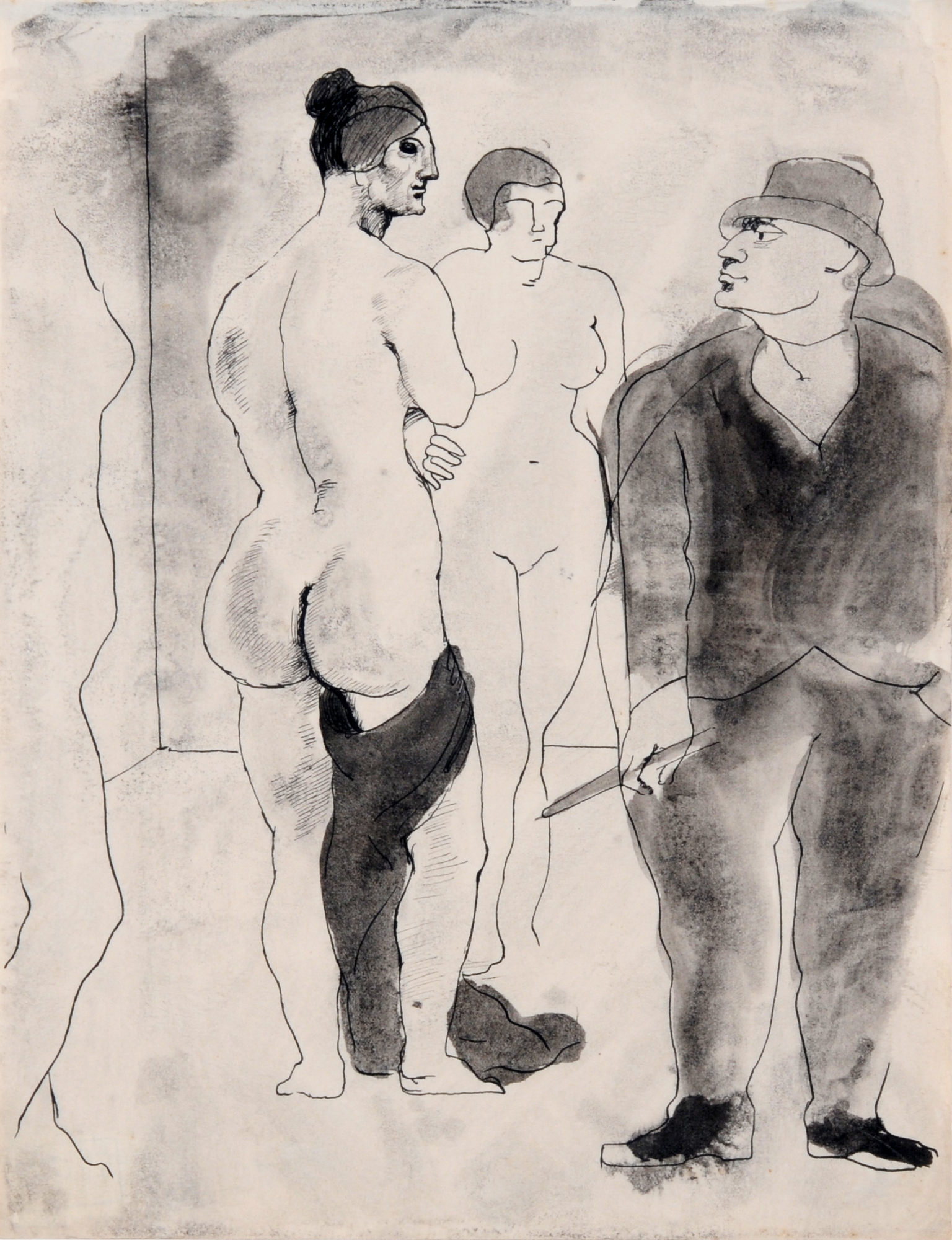
Johann Robert Schürch, Zwei Prostituierte und Freier

## Rezeption
In der Schweizer Kunstgeschichte tritt Schürch meist (laut wem?) neben seinen Nachbarn und Freunden Fritz Eduard Pauli und Ignaz Epper als einer der bedeutenden Expressionisten auf; seine spontanen oft lavierten Zeichnungen vor allem aber weisen in eine andere, eher surrealistische Erlebniswelt.

## Ausstellungen
- Johann Robert Schürch Retrospektive, Aargauer Kunsthaus Aarau, 11.06.-11.07.1976
- Spirit. Werner Coninx Museum in Zürich, 2005
- Alles sehen. Aargauer Kunsthaus, 2024